# Jessica Larsson
Jessica Larsson, född 9 april 1975, är en svensk före detta friidrottare (längdhoppare). Hon tävlade först för Malmö AI och bytte sedan (cirka 1995) till Hässelby SK.

## Personliga rekord
| Utomhus - 100 meter – 12,14 (Malmö 30 maj 1992) - 100 meter – 12,24 (Sollentuna 31 maj 1998) - 200 meter – 24,73 (Staffanstorp 13 juni 1992) - 200 meter – 24,77 (Sollentuna 29 maj 1999) - Längd – 6,42 (Göteborg 26 juli 2000) - Slägga – 41,69 (Luleå 15 juli 2007) | Inomhus - 60 meter – 7,80 (Sätra 27 januari 1999) - Längd – 6,19 (Sätra 13 februari 1999) |

### Fotnoter
1. 1 2 3 4 5 6  Wiger 2006, s. 246.
2. 1 2 3 4  Wiger 2006, s. 222.
3. 1 2 3 4 5 6 7  ”Personsida på AllAthletics”. all-athletics.com. Arkiverad från originalet den 24 oktober 2016. https://web.archive.org/web/20161024225227/http://www.all-athletics.com/node/148513. Läst 24 oktober 2016.
4. ↑  Johansson, Bengt. ”Swedish All Time Best, Women 100 M”. Swedish Athletic Page. Arkiverad från originalet den 20 augusti 2014. https://web.archive.org/web/20140820090601/http://home.swipnet.se/~w-92028/women-100m.htm. Läst 21 december 2012.
5. ↑  Johansson, Bengt. ”Swedish All Time Best, Women 200 M”. Swedish Athletic Page. Arkiverad från originalet den 31 december 2011. https://web.archive.org/web/20111231005806/http://home.swipnet.se/~w-92028/women-200m.htm. Läst 21 december 2012.
6. ↑  ”Personsida hos IAAF”. iaaf.org. https://www.iaaf.org/athletes/sweden/jessica-larsson-176966. Läst 24 oktober 2016.